# Walter Wenghöfer
Walter Wenghöfer (* 6. Oktober 1877 in Magdeburg; † 1. Oktober 1918 ebenda) war ein deutscher Dichter, der dem George-Kreis nahestand. Sein schmales Œuvre wird dem Symbolismus zugerechnet.

## Leben
Wenghöfer wurde als Sohn eines Tischlermeisters in Magdeburg geboren. 1898 legte er am Realgymnasium in Osterode am Harz das Abitur ab und nahm in der Folge in München und Berlin ein Philosophiestudium auf, kehrte jedoch 1901 vorzeitig nach Magdeburg zurück, um sich einige Jahre lang ausschließlich der eigenen Dichtung zu widmen. Erst 1906 nahm er das Universitätsstudium in Jena wieder auf und promovierte 1907 zum Thema „Das Problem der Persönlichkeit bei Jean Paul“.
Wenghöfer stand seit 1903 in brieflichem und persönlichem Kontakt mit Stefan George, in dessen Blättern für die Kunst er die beiden zwischen 1899 und 1909 entstandenen Gedichtzyklen Der dunkle Saal und Die Tage des Endymion veröffentlichen ließ. In freundschaftlichem Kontakt stand er auch mit einigen Literaten im Umkreis Georges, darunter u. a. Friedrich Wolters und Karl Wolfskehl.
George war fasziniert von der „Unergründlichkeit“ der Dichtung Wenghöfers, den er Wolters gegenüber einmal als den „verderblichsten“ unter den sogenannten Blätterdichtern bezeichnete. Handwerklich attestierte er Wenghöfers Schöpfungen „untadelige Mache und Sauberkeit des Griffels“.
Vertonungen dreier Gedichte Wenghöfers wurden von dem Komponisten Walter Braunfels in sein „Sechs Gesänge“ betiteltes opus 1 aufgenommen.
Mit Beginn des Ersten Weltkrieges zog sich der psychisch labile Dichter zunehmend zurück. Nach einem längeren Aufenthalt in Berlin nach Magdeburg zurückgekehrt, wohnte er in der Königstraße (heutige Walter-Rathenau-Straße) 90. Er suchte nur wenige Wochen vor Kriegsende am 1. Oktober 1918 den Freitod in der Elbe.

## Werke
Zu Lebzeiten veröffentlicht: 
- Der dunkle Saal (Auswahl von 22 Gedichten), in: Carl August Klein (Hg.): Blätter für die Kunst. Eine Auslese aus den Jahren 1904–1909. Berlin: Georg Bondi 1909, S. 136ff.
- Die Tage des Endymion (Gedichte), in: Carl August Klein (Hg.): Blätter für die Kunst. Folge 8, 1909 und Folge 9, 1910.

Posthum:
- Gedichte und Briefe, herausgegeben von Bruno Pieger. Amsterdam: Castrum Peregrini Presse 2002.